# Turul Spaniei 2012
Turul Spaniei 2011, cea de-a 67-a ediție a Turului Spaniei se desfășoară între 18 august-9 septembrie 2012. 

## Traseul
Pentru această ediție au fost programate 21 de etape.

## Echipe participante
Au fost invitate cele 18 echipe de ProTur, dar și alte 4 echipe, în total 22 echipe.
- Ag2r-La Mondiale
- Astana (echipă de ciclism)
- BMC Racing Team
- Euskaltel-Euskadi
- FDJ-BigMat
- Garmin-Sharp
- Orica-GreenEDGE
- Team Katusha
- Lampre-ISD
- Liquigas-Cannondale
- Lotto-Belisol
- Movistar Team
- Omega Pharma-Quick Step
- Rabobank
- RadioShack-Nissan
- Team Saxo Bank-Tinkoff Bank
- Team Sky
- Vacansoleil-DCM
- Andalucía
- Caja Rural
- Cofidis
- Argos-Shimano

## Etapele programate
| #  | Dată         | Start                  | Sosire                     | Km           | Tip etapă    | Tip etapă                     | Câștigător               |
| -- | ------------ | ---------------------- | -------------------------- | ------------ | ------------ | ----------------------------- | ------------------------ |
| 1  | 18 august    | Pamplona               | Pamplona                   | 16.5         |              | Crontra-cronometru pe echipe  | Movistar Team            |
| 2  | 19 august    | Pamplona               | Viana                      | 181.4        |              | Etapă plată                   | John Degenkolb (ARG)     |
| 3  | 20 august    | Oion                   | Eibar                      | 155.3        |              | Etapă intermediară            | Alejandro Valverde (MOV) |
| 4  | 21 august    | Barakaldo              | Valdezcaray                | 160.6        |              | Etapă intermediară            | Simon Clarke (OGE)       |
| 5  | 22 august    | Logroño                | Logroño                    | 168          |              | Etapă plată                   | John Degenkolb (ARG)     |
| 6  | 23 august    | Tarazona               | Jaca                       | 175.4        |              | Etapă intermediară            | Joaquim Rodríguez (KAT)  |
| 7  | 24 august    | Huesca                 | Ciudad del Motor de Aragón | 164.2        |              | Etapă plată                   | John Degenkolb (ARG)     |
| 8  | 25 august    | Lleida                 | Coll de la Gallina         | 174.7        |              | Etapă de munte                | Alejandro Valverde (MOV) |
| 9  | 26 august    | Andorra la Vella       | Barcelona                  | 196.3        |              | Etapă plată                   | Philippe Gilbert (BMC)   |
|    | 27 august    | Zi de repaus           | Zi de repaus               | Zi de repaus | Zi de repaus | Zi de repaus                  | Zi de repaus             |
| 10 | 28 august    | Ponteareas             | Sanxenxo                   | 190          |              | Etapă plată                   | John Degenkolb (ARG)     |
| 11 | 29 august    | Cambados               | Pontevedra                 | 39.4         |              | Crontra-cronometru individual | Fredrik Kessiakoff (AST) |
| 12 | 30 august    | Vilagarcía de Arousa   | Dumbría                    | 190.5        |              | Etapă intermediară            | Joaquim Rodríguez (KAT)  |
| 13 | 31 august    | Santiago de Compostela | Ferrol                     | 172.8        |              | Etapă plată                   | Steve Cummings (BMC)     |
| 14 | 1 septembrie | Palas de Rei           | Los Ancares                | 149.2        |              | Etapă de munte                | Joaquim Rodríguez (KAT)  |
| 15 | 2 septembrie | La Robla               | Lakes of Covadonga         | 186.5        |              | Etapă de munte                | Antonio Piedra (CJR)     |
| 16 | 3 septembrie | Gijón                  | Lena                       | 183.5        |              | Etapă de munte                | Dario Cataldo (OPQ)      |
|    | 4 septembrie | Zi de repaus           | Zi de repaus               | Zi de repaus | Zi de repaus | Zi de repaus                  | Zi de repaus             |
| 17 | 5 septembrie | Santander              | Camaleño                   | 187.3        |              | Etapă intermediară            | Alberto Contador (STB)   |
| 18 | 6 septembrie | Aguilar de Campoo      | Valladolid                 | 204.5        |              | Etapă plată                   | Daniele Bennati (RNT)    |
| 19 | 7 septembrie | Peñafiel               | La Lastrilla               | 178.4        |              | Etapă plată                   | Philippe Gilbert (BMC)   |
| 20 | 8 septembrie | Palazuelos de Eresma   | Bola del Mundo             | 170.7        |              | Etapă de munte                | Denis Menșov (KAT)       |
| 21 | 9 august     | Cercedilla             | Madrid                     | 115          |              | Etapă plată                   | John Degenkolb (ARG)     |

## Evoluția clasamentelor
| Etapa | Câștigător               | Clasament general          | Clasament pe puncte      | Clasamentul cățărătorilor | Clasamentul combinat     | Clasament pe echipe | Combativitate             |
| ----- | ------------------------ | -------------------------- | ------------------------ | ------------------------- | ------------------------ | ------------------- | ------------------------- |
| 1     | Movistar Team (MOV)      | Jonathan Castroviejo (MOV) | nu se acordă             | nu se acordă              | nu se acordă             | Movistar Team (MOV) | Imanol Erviti (MOV)       |
| 2     | John Degenkolb (ARG)     | Jonathan Castroviejo (MOV) | John Degenkolb (ARG)     | Javier Chacón (ACG)       | Javier Chacón (ACG)      | Movistar Team (MOV) | Javier Aramendia (CJR)    |
| 3     | Alejandro Valverde (MOV) | Alejandro Valverde (MOV)   | Alejandro Valverde (MOV) | Pim Ligthart (VCD)        | Alejandro Valverde (MOV) | Movistar Team (MOV) | Philippe Gilbert (BMC)    |
| 4     | Simon Clarke (OGE)       | Joaquim Rodríguez (KAT)    | Simon Clarke (OGE)       | Simon Clarke (OGE)        | Joaquim Rodríguez (KAT)  | Rabobank (RAB)      | Luis Ángel Maté (COF)     |
| 5     | John Degenkolb (ARG)     | Joaquim Rodríguez (KAT)    | John Degenkolb (ARG)     | Simon Clarke (OGE)        | Joaquim Rodríguez (KAT)  | Rabobank (RAB)      | Javier Chacón (ACG)       |
| 6     | Joaquim Rodríguez (KAT)  | Joaquim Rodríguez (KAT)    | John Degenkolb (ARG)     | Simon Clarke (OGE)        | Joaquim Rodríguez (KAT)  | Team Sky (SKY)      | Thomas De Gendt (VCD)     |
| 7     | John Degenkolb (ARG)     | Joaquim Rodríguez (KAT)    | John Degenkolb (ARG)     | Simon Clarke (OGE)        | Joaquim Rodríguez (KAT)  | Team Sky (SKY)      | Javier Aramendia (CJR)    |
| 8     | Alejandro Valverde (MOV) | Joaquim Rodríguez (KAT)    | John Degenkolb (ARG)     | Alejandro Valverde (MOV)  | Joaquim Rodríguez (KAT)  | Rabobank (RAB)      | Javier Aramendia (CJR)    |
| 9     | Philippe Gilbert (BMC)   | Joaquim Rodríguez (KAT)    | Joaquim Rodríguez (KAT)  | Alejandro Valverde (MOV)  | Joaquim Rodríguez (KAT)  | Rabobank (RAB)      | Javier Chacón (ACG)       |
| 10    | John Degenkolb (ARG)     | Joaquim Rodríguez (KAT)    | John Degenkolb (ARG)     | Alejandro Valverde (MOV)  | Joaquim Rodríguez (KAT)  | Rabobank (RAB)      | Javier Aramendia (CJR)    |
| 11    | Fredrik Kessiakoff (AST) | Joaquim Rodríguez (KAT)    | John Degenkolb (ARG)     | Alejandro Valverde (MOV)  | Joaquim Rodríguez (KAT)  | Rabobank (RAB)      | Fredrik Kessiakoff (AST)  |
| 12    | Joaquim Rodríguez (KAT)  | Joaquim Rodríguez (KAT)    | Joaquim Rodríguez (KAT)  | Alejandro Valverde (MOV)  | Joaquim Rodríguez (KAT)  | Rabobank (RAB)      | Mikel Astarloza (EUS)     |
| 13    | Steve Cummings (BMC)     | Joaquim Rodríguez (KAT)    | Joaquim Rodríguez (KAT)  | Alejandro Valverde (MOV)  | Joaquim Rodríguez (KAT)  | Rabobank (RAB)      | Juan Antonio Flecha (SKY) |
| 14    | Joaquim Rodríguez (KAT)  | Joaquim Rodríguez (KAT)    | Joaquim Rodríguez (KAT)  | Simon Clarke (OGE)        | Joaquim Rodríguez (KAT)  | Rabobank (RAB)      | Juan Manuel Gárate (RAB)  |
| 15    | Antonio Piedra (CJR)     | Joaquim Rodríguez (KAT)    | Joaquim Rodríguez (KAT)  | Simon Clarke (OGE)        | Joaquim Rodríguez (KAT)  | Movistar Team (MOV) | Antonio Piedra (CJR)      |
| 16    | Dario Cataldo (OPQ)      | Joaquim Rodríguez (KAT)    | Joaquim Rodríguez (KAT)  | Simon Clarke (OGE)        | Joaquim Rodríguez (KAT)  | Movistar Team (MOV) | Dario Cataldo (OPQ)       |
| 17    | Alberto Contador (SBS)   | Alberto Contador (SBS)     | Joaquim Rodríguez (KAT)  | Simon Clarke (OGE)        | Joaquim Rodríguez (KAT)  | Movistar Team (MOV) | Alberto Contador (SBS)    |
| 18    | Daniele Bennati (RNT)    | Alberto Contador (SBS)     | Joaquim Rodríguez (KAT)  | Simon Clarke (OGE)        | Joaquim Rodríguez (KAT)  | Movistar Team (MOV) | Gatis Smukulis (KAT)      |
| 19    | Philippe Gilbert (BMC)   | Alberto Contador (SBS)     | Joaquim Rodríguez (KAT)  | Simon Clarke (OGE)        | Joaquim Rodríguez (KAT)  | Movistar Team (MOV) | Ji Cheng (ARG)            |
| 20    | Denis Menșov (KAT)       | Alberto Contador (SBS)     | Joaquim Rodríguez (KAT)  | Simon Clarke (OGE)        | Joaquim Rodríguez (KAT)  | Movistar Team (MOV) | Simon Clarke (OGE)        |
| 21    | John Degenkolb (ARG)     | Alberto Contador (SBS)     | Alejandro Valverde (MOV) | Simon Clarke (OGE)        | Alejandro Valverde (MOV) | Movistar Team (MOV) | nu se acordă              |
| Final | Final                    | Alberto Contador (SBS)     | Alejandro Valverde (MOV) | Simon Clarke (OGE)        | Alejandro Valverde (MOV) | Movistar Team (MOV) | Alberto Contador (SBS)    |